# برج پخش و تلویزیون لیائونینگ
برج پخش و تلویزیون لیائونینگ (چینی: 中原福塔) برجی است که در شهر شنیانگ، کشور چین قرار دارد. این برج ۳۰۵٫۵ متر ارتفاع دارد.